# Justine Ward
Justine Ward (Morristown (New Jersey), 7 augustus 1879 – Washington D.C., 27 november 1975) was een Amerikaanse muziekpedagoge die een zangmethode ontwikkelde voor de katholieke lagere school, de zogeheten Ward-methode.
Kenmerkend voor de lessen was, dat de schoolkinderen naast kinderliedjes en volksliedjes ook gregoriaans leerden zingen. De methode was met name in zwang van de jaren 1920 tot de jaren 1960.

## Levensloop
Ward werd geboren als Justine Bayard Cutting. Haar ouders waren William Bayard Cutting (1850–1912) en Olivia Peyton Murray (1855–1949), die lid waren van de protestante Episcopaalse Kerk.
Justine kreeg thuis onderwijs en ging alleen in de jaren 1893-1897 naar een school. Ze speelde piano en kreeg privé muziekles van Hermann Hans Wetzler, onder meer in componeren, orkestratie, harmonieleer en het contrapunt. Ook bestudeerde zij renaissancemuziek.
In 1901 trouwde zij met George Cabot Ward (1876–1936), van wie zij na tien jaar scheidde. Justine Ward bekeerde zich in 1904, tweeëntwintig jaar oud, tot het katholicisme.
In 1944 ontving zij de Croce di Benemerenza van de Orde van Malta en paus Pius XII verleende haar de onderscheiding Pro Ecclesia et Pontifice. Justine Ward overleed in Washington in 1975, 96 jaar oud.

## De Ward-methode
Justine Ward was gegrepen door de muzikale hervormingen van Paus Pius X, die vanaf 1903 de gregoriaanse muziek binnen de katholieke kerk in zijn oorspronkelijke luister wilde herstellen. Op verzoek van pater Thomas E. Shields, docent aan de Katholieke Universiteit van Amerika in Washington, ontwikkelde zij in de jaren 1910 de Ward-methode.
Zij bouwde hierbij voort op de Chevé-methode van Emile Chevé, een cijfermethode om van blad te leren zingen die werd gebruikt door pater John Young (een jezuïet die een jongenskoor leidde). Hij streefde naar een uitvoering van het gregoriaans, die zowel authentiek als praktisch was.
Ward werkte nauw samen met dom André Mocquereau van de Abdij Saint-Pierre van Solesmes in Frankrijk. Deze abdij deed veel onderzoek naar het gregoriaans en gaf vele oude handschriften opnieuw uit.
Het uitgangspunt van Ward was, dat muziek een fundamenteel onderdeel is van de opvoeding. Muzikale vorming zou leiden tot harmonische ontwikkeling, waarbij het kind een actieve rol moest spelen. Muziekonderwijs zou ook deel uit moeten maken van andere vakken, zoals godsdienst- en taallessen.
Belangrijk waren daarbij ritme en melodie (met ondersteunende lichaamsbeweging), stemvorming, gehooroefeningen, geheugentrainingen, van blad leren zingen en improvisatie. Het liedrepertoire bestond uit kinderliedjes, volksliedjes, canons en gregoriaans.
In 1927 ontmoette Ward tijdens een viering in de abdij van Solesmes twee Nederlanders: pastoor Henri Vullinghs en onderwijzer Jos Lennards. In de zomer van dat jaar volgden zij een cursus bij haar in Amerika en na terugkomst introduceerden zij de Ward-methode op verschillende katholieke lagere scholen. In 1934 verscheen Wards eerste lesboek als Muziek in de school in het Nederlands. In 1938 gebruikten 250 scholen in Nederland deze zangmethode. Vanaf de jaren 1960 nam het gebruik van de Ward-methode af.
In 1928 stichtte de Nederlandse Sint-Gregoriusvereniging een opleiding voor muziekonderricht in Roermond: het Ward-instituut. Een van hun doelen was het invoeren van het gregoriaans op katholieke scholen. In 1965 werd het Ward-instituut omgedoopt tot Lennards-instituut, dat in 1986 werd opgeheven.
De onderwijsmethode verspreidde zich ook in Frankrijk, Groot-Brittannië, Zwitserland en Portugal. Wards boeken werden vertaald naar het Nederlands, Frans en Italiaans.

## Uitgaven (selectie)
- Music First Year (1913, herzien in 1920, 1950 en 1967)
- Music Second Year (1913)
- Music Third Year
- Music Fourth Year: Gregorian Chant
- Children's Song Manual
- Hymnal: A Supplement to Music First and Second Year (1918)
- Gregorian Chant According to the Principles of Andre Mocquereau of Solesmes (1923)
- Advanced Studies in Gregorian Chant (1949)

Over Justine Ward
- Dom Pierre Combe, Justine Ward and Solesmes (1987)
- Alise Ann Brown, Justine Ward: her life, her method in comparison to Orff and Kodaly, and applications for the public school classroom (2007)

In het Nederlands
- Muziek in de school (1934)
- Melodieën en liederen: ten gebruike van onderwijzer en leerlingen bij "Muziek in de school" (1937)
- De Wardmethode muzikale vorming (1976)
- Zingen kan iedereen: handleidingen (1976)